# Teatro invisibile
Il teatro invisibile è una forma di rappresentazione teatrale messa in scena in luoghi pubblici, per esempio un bar, un autobus, un centro commerciale. Gli attori nascondono il fatto che si tratti di una rappresentazione, non perché si vuole manipolare gli 'spettatori', ma perché così il teatro permette di coinvolgere meglio e dare a tutti l'opportunità di prendere posizione su un'oppressione invisibile o banalizzata.
L'uso del teatro invisibile, tra complici, senza avvisare la gente, esiste probabilmente da sempre, con scopi diversi, spesso opposti a quelli del TDO, per esempio nel caso della strategie della tensione in tempi di elezioni, o nelle “guerre anti-sovversive”, la preparazione di un colpo di Stato, una banale truffa. I gruppi di Agit-prop lo usavano con lo scopo di agitazione e propaganda nella Germania pre-nazista. Augusto Boal lo usa e teorizza negli anni '70 di fronte alle diverse dittature che si impongono nell'America Latina e impediscono agli attori di fare teatro in modo aperto.

## Scopo
Lo scopo del teatro invisibile è portare all'attenzione del pubblico un'oppressione invisibile o non riconosciuta come tale. Gli attori cercheranno di coinvolgere la gente, dando a tutti l'opportunità di intervenire laddove la vita quotidiana non lascia una possibilità chiara di agire. Gli attori propongono un canovaccio ma è poi la gente a prendere le decisioni, per ciò il teatro invisibile si distingue di altre forme manipolatorie, come le candid camera e altre flash mob spettacolari ma spesso poco liberatorie per chi ci è coinvolto.

## Esempi
Al Comune di Bogotà: un attore comincia a picchiare o ad arrabbiarsi sul suo cane in un posto pubblico, in un modo che la gente intervenga per difendere il cane. Infatti, in genere la gente non fa complimenti “ i cani sono i nostri amici, sono importanti…”. Poi poco dopo un altro attore comincia a picchiare un attore omosessuale (o la propria moglie attrice), secondo gli obiettivi). La gente non interviene. L'omosessuale o la moglie chiamano l'attenzione della gente menzionando l'episodio del cane dove molti erano intervenuti. A questo punto, attori sparsi cominciano a coinvolgere la gente con delle domande innocenti: “è vero che i cani vengono più facilmente difesi… come mai”; “ i cani saranno più importanti di alcuni esseri umani?, come mai ?” e così via.
A Parigi: in un bar radical chic: una immigrata senza documenti entra in un bar affollato e sviene. Appena si riprende, la gente propone di portarla all'ospedale. Lei entra in panico. La gente capisce che non ha documenti e che per un immigrato l'incubo è anche essere malato o svenire perché rischia di avere a che fare in un modo o l'altro con la legge. Scatta un dibattito molto vivo. Diverse proposte vengono fatte alla ragazza per aiutarla. Intanto nel pubblico attori interpretano anche ruoli di personaggi problematici: “ma non possiamo accogliere tutta la miseria del mondo…”, frase che hanno instillato di recente i politici e i media in Francia. Lo scopo essendo di fare reagire la gente a questa frase, laddove spesso il martellamento mediatico le ha rese innocenti.
A Rio: un uomo di colore si vende al mercato pubblico dichiarando di volere tornare all'epoca della schiavitù perché almeno allora si dava da mangiare agli schiavi.